# Ткачук, Роман Денисович
Рома́н Дени́сович Ткачу́к (31 августа 1932, Свердловск — 10 января 1994, Москва) — советский и российский актёр театра, кино и дубляжа. Народный артист Узбекской ССР (1964). Заслуженный деятель культуры Польши (1976). Лауреат Государственной премии РСФСР им. К. С. Станиславского (1977).

## Биография
Роман Ткачук родился 31 августа 1932 года в Свердловске, позже вместе с родителями переехал в Ташкент. В 1955 году он окончил режиссёрский факультет Ташкентского ТХИ имени А. Н. Островского и в том же году стал актёром Ташкентского РДТ имени М. Горького, где позже дебютировал и как режиссёр.
В 1965 году Роман Ткачук был принят в Московский театр сатиры, где раскрылся как яркий характерный актёр, особенно органичный в ролях драматических и трагикомических, и стал одним из ведущих актёров богатой талантами труппы. «В его персонажах, — говорил Александр Ширвиндт, — будь они самодовольные мерзавцы или глупые простаки, всегда звучали нотки лирической грусти, тоски и неустроенности».
В кинематографе Роман Ткачук дебютировал в 1956 году ролью Жени Панько в фильме «Встретимся на стадионе».
Всесоюзную известность актёру принесла роль Пана Владека в телесериале «Кабачок „13 стульев“», за неё Ткачук в 1976 году был удостоен звания Заслуженного деятеля культуры Польши.
Жена — Майя Юзефовна Гнездовская (1929—1994), дочь Юзефа Валентиновича Гнездовского (1898—1972) и Ирины Арьевны Золотой (1901—1969). Сын — Никита Ткачук, театральный художник, ныне проживающий в Чикаго (США).

### Смерть
В конце 1993 года у супруги Ткачука Майи Гнездовской было обнаружено онкологическое заболевание. О болезни жены Роман Денисович почти никому не рассказывал. Только однажды в театре коллегам сказал: «Если Майка умрет, я жить без неё не буду». 9 января 1994 года её забрали из больницы домой, а в ночь на 10 января она умерла. Актёр пережил её всего на несколько часов, скончавшись в своей квартире в Москве. Причина смерти близкими скрывается. Похоронен вместе с женой на Долгопрудненском (Центральном) кладбище (участок № 77).

## Творчество

### Роли в театре
Ташкентский театр Советской армии (1953—1958)
- Присыпкин («Клоп» В. В. Маяковского), и др.;

поставил «Чудесный сплав» В. М. Киршона, 1957, и др.)
Ташкентский Русский драматический театр им. М. Горького (1958—1965)
- Балаганов («Золотой телёнок» по И. Ильфу и Е. Петрову),
- Фортинбрасс («Гамлет» У. Шекспира),
- офицер («Океан» Штейна),
- хулиган («Два цвета» Зака и Кузнецова),
- Раскольников («Преступление и наказание» по Ф. М. Достоевскому),
- Кальверо («Огни рампы» по сценарию Ч. Чаплина),
- Тодорос («Требуется лжец» Д. Псатаса, постановка Ткачука).

Поставил «Лунную сонату» А. С. Тур (1963)
Театр Сатиры
- 1965 — «Клоп» В. В. Маяковского — Присыпкин и Профессор (ввод)
- 1966 — «Дон Жуан, или любовь к геометрии» М. Фриша, Реж.: Валентин Плучек — Дон Жуан
- 1967 — «Баня» В. В. Маяковского — товарищ Чудаков
- 1967 — «Интервенция» Л. Славина; режиссёр В. Н. Плучек — Филька-анархист
- 1968 — «Последний парад» А. П. Штейна, режиссёр Валентин Плучек — Шомполов
- 1969 — «Безумный день, или Женитьба Фигаро» П. Бомарше; режиссёр В. Плучек — граф Альмавива и садовник Антонио
- 1970 — «У времени в плену» А. П. Штейна (режиссёр-постановщик — Валентин Плучек) — офицер
- 1971 — «Темп-1929» по произведениям Н. Погодина; режиссёр М. Захаров — Григорий Гай
- 1972 — «Ревизор» Н. В. Гоголя, режиссёр Валентин Плучек — Осип, слуга
- 1972 — «Мамаша Кураж и её дети» Б. Брехта; режиссёр М. Захаров — Священник
- 1973 — «Чудак-человек» В. Азерникова; режиссёр М. Захаров — Директор
- 1973 — «Маленькие комедии большого дома» А. М. Арканова, Г. И. Горина Режиссёры — А. А. Ширвиндт, А. А. Миронов — Начальник ЖЭКа
- 1974 — «Пощёчина» Сергея Михалкова, Реж.: Л. Д. Эйдлин — Скуратов
- 1975 — «Ремонт» М. М. Рощина, Реж.: Валентин Плучек — Митька
- 1975 — «Пена» Сергея Михалкова, режиссёр Валентин Плучек — Полудушкин, нужный человек
- 1976 — «Горе от ума» А. С. Грибоедова, режиссёр Валентин Плучек — Загорецкий
- 1977 — «Тартюф, или Обманщик» Ж.-Б. Мольера, режиссёр Антуан Витез (Франция) — Оргон
- 1979 — «Феномены» Григория Горина — Клягин
- 1982 — «Самоубийца» Н. Р. Эрдмана; режиссёр В. Н. Плучек — Подсекальников Семён Семёнович
- 1982 — «Концерт для театра с оркестром» Григория Горина и Александра Ширвиндта режиссёр Александр Ширвиндт
- 1984 — «Прощай, конферансье!» Григория Горина, режиссёр Андрей Миронов — Сысоев и Лютиков
- 1984 — «Вишнёвый сад» А. П. Чехова — Симеонов-Пищик
- 1985 — «Молчи, грусть, молчи…» А. Ширвиндта, режиссёр А. Ширвиндт
- 1987 — «Тени» М. Салтыкова-Щедрина, режиссёр А. Миронов — Иван Михеич Свистиков
- 1988 — «Страсти Черноморья» Фазиля Искандера, режиссёр Александр Ширвиндт — пенсионер
- 1989 — «Трибунал» В. Н. Войновича, режиссёр Валентин Плучек — Прокурор
- 1992 — «Горячее сердце» А. Н. Островского, режиссёр Валентин Плучек — Аристарх, мещанин

### Работы на телевидении
- «Кабачок 13 стульев» — пан Владек
- 1977 год — «Кто есть кто?» (телеспектакль) — Олег Васильевич Щагин, бухгалтер ЖЭКа
- 1986 год — «Золотая рыбка» (телеспектакль) — камео / пан Владек

### Фильмография
- 1956 — Встретимся на стадионе — Женя Панько
- 1957 — Случай в пустыне — пограничник
- 1966 — В городе С. — Вольский
- 1966 — Катерина Измайлова — мужичок
- 1966 — Душечка — Василий Андреевич Пустовалов
- 1966 — Формула радуги — Коздолевский, директор НИИ
- 1968 — Служили два товарища — белый офицер
- 1968 — Деревенский детектив — Поздняков, заведующий клубом
- 1969 — Золотые ворота — Бог / крестьянин
- 1970 — Освобождение — генерал-майор Епишев
- 1970 — Баллада о Беринге и его друзьях — Пётр I
- 1970 — Шаг с крыши — гвардеец
- 1971 — Бумбараш — Заплатин
- 1973 — Эффект Ромашкина — Василий Васильевич Ромашкин
- 1973 — Умные вещи — Царь
- 1973 — Чиполлино — пёс Мастино
- 1974 — Рассказы о Кешке и его друзьях — управдом
- 1974 — Анискин и Фантомас — Поздняков, заведующий клубом
- 1974 — Одиножды один — Думченко, завклубом
- 1974 — Лев Гурыч Синичкин — Семён, камердинер Борзикова
- 1974 — Врача вызывали? — председатель цехкома
- 1975 — Это мы не проходили — Александр Павлович Красиков, отец Мити
- 1975 — Побег из дворца — Тарас Тарасович
- 1975 — Между небом и землёй — прапорщик Петро Головко / артист Роман Ткачук (камео)
- 1976 — Ты — мне, я — тебе — браконьер Егор Егорович Пантюхов
- 1976 — Такая она, игра — глава облспорткомитета
- 1977 — Фантазии Веснухина — маляр
- 1977 — Кольца Альманзора — принц Альдебаран
- 1978 — По улицам комод водили — Антон Антонович
- 1978 — И снова Анискин — Поздняков, заведующий клубом
- 1980 — Апрельские сны — Владимир Павлович Зуев, старший зоотехник зоопарка (вторая серия)
- 1980 — Копилка — Корденбуа
- 1981 — Командировка в санаторий — администратор
- 1982 — Семейное дело — Роман Бревдо
- 1984 — Клятва Джантая
- 1986 — Хорошо сидим! — Пётр Ерофеевич
- 1988 — Собачье сердце — профессор Николай Николаевич Персиков
- 1990 — Мой муж — инопланетянин — сосед
- 1991 — Портрет мадемуазель Таржи — господин Таржи
- 1991 — Когда опаздывают в ЗАГС… — Кокин, отец Тимофея
- 1992 — Отшельник — Дугин
- 1994 — Мастер и Маргарита — Николай, швейцар в «Грибоедове»

### Киножурнал «Фитиль»
- 1967 — Выпуск № 65 (новелла «Производственная практика») — Василий Степанович, опытный продавец
- 1970 — Выпуск № 102 (новелла «Хобби») — счетовод-книголюб
- 1971 — Выпуск № 104 (новелла «Не проезжайте мимо») — мужчина, останавливающий такси
- 1973 — Выпуск № 136 (новелла «Во сне и наяву») — директор магазина
- 1975 — Выпуск № 151 (новелла «Нежный подход») — папа
- 1976 — Выпуск № 168 (новелла «Несовместимость») — директор
- 1987 — Выпуск № 303 (новелла «Кандидатский минимум») — товарищ Листов
- 1989 — Выпуск № 321 (новелла «Не на тех напали») — мужчина в конторе
- 1990 — Выпуск № 342 (новелла «Террорист») — пассажир самолёта

### Озвучивание мультфильмов
- 1971 — Чужие следы — барсук / ёж
- 1973 — Волшебник Изумрудного города — Страшила
- 1983 — Неудачники — Пёс
- 1990 — Тюк! — 1-й гражданин с портфелем / 1-й парашютист / Ольга Петровна / папа Лёли и Миньки

### Дубляж
- 1986 — Ловушка для кошек — Шафранек

## Награды и звания
- Народный артист Узбекской ССР (13.11.1964)[4]
- Орден «Знак Почёта» (1972)
- Заслуженный деятель культуры Польши (1976)
- Государственная премия РСФСР имени К. С. Станиславского (1977) — за исполнение роли в спектакле «Пена» С. В. Михалкова